# Постоянный комитет Политбюро ЦК КПК
Постоянный комитет Политбюро Центрального комитета Коммунистической партии Китая (кит. трад. 中國共產黨中央政治局常務委員會, упр. 中国共产党中央政治局常务委员会, пиньинь Zhōngguó Gòngchǎndǎng Zhōngyāng Zhèngzhìjú Chángwù Wěiyuánhuì, палл. Чжунго Гунчаньдан Чжунъян Чжэнчжицзюй Чанъу Вэйюаньхуэй; сокр. кит. упр. 政治局常委, пиньинь Zhèngzhìjú Chángwěi, палл. Чжэнчжицзюй Чанвэй) — руководящий орган Политбюро ЦК КПК, включавший в разное время от 5 до 9 человек высшего руководства Китайской Народной Республики и Коммунистической партии Китая.
О деятельности Постоянного комитета Политбюро ЦК КПК известно очень мало, но принято считать, что все решения Постоянного комитета принимаются консенсусом. Члены Постоянного комитета утверждаются Центральным комитетом КПК.
Ещё со времени образования нового Китая, первую строчку в Посткоме Политбюро занимает руководитель китайской коммунистической партии (генеральный секретарь ЦК КПК). Вторую и третью, с ЦК КПК 18-го созыва — занимают глава правительства и председатель ПК ВСНП, четвертую, с ЦК КПК XIV созыва, — председатель ВК НПКСК, пятую, шестую и седьмую, с ЦК XVII созыва, соответственно — председатель Центркомиссии КПК по руководству деятельностью в области укрепления духовной культуры (Central Guidance Commission on Building Spiritual Civilization), секретарь Центральной комиссии по проверке дисциплины и 1-й по рангу заместитель главы правительства.
В ЦК КПК XV—XVII созывов в Постком Политбюро также входил заместитель председателя КНР.
Отмечается, что доныне членства в Посткоме Политбюро не достигал ни один представитель этнического меньшинства.

## История
Впервые избран I Пленумом ЦК КПК V созыва в мае 1927 в составе:
Чэнь Дусю, Чжан Готао, Цай Хэсэнь.
12 июля 1927 представитель ИККИ Бородин формирует Временный Постоянный Комитет: Ли Вэйхань, Ли Лисань, Чжан Готао, Чжоу Эньлай, Чжан Тайлэй.
25 июля 1927 добавлен Цюй Цюбо.
Чрезвычайное расширенное совещание Политбюро ЦК КПК (август 1927) избирает Постоянный комитет в составе: Цюй Цюбо, Ли Вэйхань, Су Чжаочжэн.
Расширенное совещание Политбюро ЦК КПК (ноябрь 1927). Дополнительно в состав Постоянного Комитета избраны: Ло Инун (арестован и убит в апреле 1928), Чжоу Эньлай.
I Пленум ЦК КПК VI созыва (июль 1928): Сян Чжунфа, Чжоу Эньлай, Су Чжаочжэн (умер в феврале 1929), Сян Ин. В октябре 1928 дополнительно избран Ли Лисань.
III Пленум ЦК КПК VI созыва (сентябрь 1930): исключён Ли Лисань, избран Цюй Цюбо.
IV Пленум ЦК КПК VI созыва (январь 1931): Сян Чжунфа (арестован и расстрелян в июне 1931), Чжоу Эньлай, Сян Ин, Ван Мин, Чжан Вэньтянь. В сентябре 1931 вместо уехавшего в Москву Ван Мина избран Бо Гу.
V Пленум ЦК КПК VI созыва (январь 1934): Бо Гу, Чжан Вэньтянь, Чжоу Эньлай, Сян Ин.
Расширенное совещание Политбюро ЦК КПК (январь 1935): вместо Сян Ина избран Мао Цзэдун.
1943: Мао Цзэдун, Лю Шаоци, Жэнь Биши.
I Пленум ЦК КПК VII созыва (июнь 1945): Мао Цзэдун, Чжу Дэ, Лю Шаоци, Чжоу Эньлай, Жэнь Биши (умер в октябре 1950). В 1950 вместо умершего Жэнь Биши избран Чэнь Юнь.
I Пленум ЦК КПК VIII созыва (сентябрь 1956): Мао Цзэдун, Лю Шаоци, Чжоу Эньлай, Чжу Дэ, Чэнь Юнь, Дэн Сяопин.
V Пленум ЦК КПК VIII созыва (май 1958): дополнительно избраны Линь Бяо, Ли Фучунь, Ли Сяньнянь.
XI Пленум ЦК КПК VIII созыва (август 1966): Мао Цзэдун, Линь Бяо, Чжоу Эньлай, Тао Чжу, Чэнь Бода, Дэн Сяопин, Кан Шэн, Лю Шаоци (в октябре 1968 снят со всех постов и исключён из КПК), Чжу Дэ, Ли Фучунь, Чэнь Юнь.
I Пленум ЦК КПК IX созыва (апрель 1969): Мао Цзэдун, Линь Бяо (погиб в сентябре 1971), Чжоу Эньлай, Кан Шэн, Чэнь Бода (исключён из Политбюро в сентябре 1970).
I Пленум ЦК КПК X созыва (август 1973): Мао Цзэдун (умер в сентябре 1976), Ван Хунвэнь (арестован в октябре 1976), Е Цзяньин, Чжу Дэ (умер в июле 1976), Ли Дэшэн, Чжан Чуньцяо (арестован в октябре 1976), Чжоу Эньлай (умер в январе 1976), Кан Шэн (умер в декабре 1975), Дун Биу (умер в апреле 1975).
II Пленум ЦК КПК X созыва (январь 1975): вместо Ли Дэшэна избран Дэн Сяопин (в апреле 1976 снят со всех постов). В 1975 избран в состав Постоянного Комитета Хуа Гофэн.
III Пленум ЦК КПК X созыва (июль 1977): Хуа Гофэн, Е Цзяньин, Дэн Сяопин.
I Пленум ЦК КПК XI созыва (август 1977): Хуа Гофэн, Е Цзяньин, Дэн Сяопин, Ли Сяньнянь, Ван Дунсин.
III Пленум ЦК КПК XI созыва (декабрь 1978): доизбран Чэнь Юнь.
V Пленум ЦК КПК XI созыва (февраль 1980): исключён Ван Дунсин, доизбраны Ху Яобан, Чжао Цзыян.
I Пленум ЦК КПК XII созыва (сентябрь 1982): Ху Яобан, Е Цзяньин (ушёл в отставку в сентябре 1985), Дэн Сяопин, Чжао Цзыян, Ли Сяньнянь, Чэнь Юнь.
I Пленум ЦК КПК XIII созыва (ноябрь 1987): Чжао Цзыян, Ли Пэн, Цяо Ши, Ху Цили, Яо Илинь.
IV Пленум ЦК КПК XIII созыва (июнь 1989): исключены Чжао Цзыян, Ху Цили, доизбраны Цзян Цзэминь, Ли Жуйхуань, Сун Пин.
I Пленум ЦК КПК XIV созыва (октябрь 1992): Цзян Цзэминь, Ли Пэн, Цяо Ши, Ли Жуйхуань, Чжу Жунцзи, Лю Хуацин, Ху Цзиньтао.
I Пленум ЦК КПК XV созыва (сентябрь 1997): Цзян Цзэминь, Ли Пэн, Чжу Жунцзи, Ли Жуйхуань, Ху Цзиньтао, Вэй Цзяньсин, Ли Ланьцин.
I Пленум ЦК КПК XVI созыва (ноябрь 2002): Ху Цзиньтао, У Банго, Вэнь Цзябао, Цзя Цинлинь, Цзэн Цинхун, Хуан Цзюй (умер в июне 2007), У Гуаньчжэн, Ли Чанчунь, Ло Гань.
I Пленум ЦК КПК XVII созыва (ноябрь 2007): Ху Цзиньтао, У Банго, Вэнь Цзябао, Цзя Цинлинь, Ли Чанчунь, Си Цзиньпин, Ли Кэцян, Хэ Гоцян, Чжоу Юнкан.
I пленум ЦК КПК XVIII созыва (15 ноября 2012 года): Си Цзиньпин, Ли Кэцян, Чжан Дэцзян, Юй Чжэншэн, Лю Юньшань, Ван Цишань, Чжан Гаоли.
I пленум ЦК КПК XIX созыва (25 октября 2017 года): Си Цзиньпин, Ли Кэцян, Ли Чжаньшу, Ван Ян, Ван Хунин, Чжао Лэцзи, Хань Чжэн.

## Нынешний состав
I пленум ЦК КПК XX созыва (23 октября 2022 года): Си Цзиньпин, Ли Цян, Чжао Лэцзи, Ван Хунин, Цай Ци, Дин Сюэсян, Ли Си.